# Pácoro I
Pácoro (? — 38 a.C.) era filho do Rei Orodes II da Pártia e é possível que haja governado juntamente com seu pai durante parte do reinado deste último. Ele morreu em batalha com os romanos; seu irmão Fraates, em seguida, assassinou o próprio pai Orodes e o sucedeu.

## Nome
Pácoro (Pacorus; Πάκορος, Πακώρος, Παχορος, Pákoros, Pakṓros, Pachoros), Pacores (Πακορης, Pakorēs), Pácuro (Πάκουρος, Pákouros), Pacúrio (Pacurius; Πακούριος, Pakoúrios) ou Bacúrio (Bacurius; Βακούριος, Bakoúrios) são as formas latina e grega do iraniano médio Pacur (Pakur), derivado do iraniano antigo Baguepur (bag-puhr), "filho de um deus". Foi registrado em armênio (Բակուր) e georgiano (ბაკური) como Bacur (Bakur), em siríaco como Pacor (ܦܩܘܪ, Paqor), em gandari como Pacura (𐨤𐨐𐨂𐨪) e em aramaico como Pacur (𐡐𐡊𐡅𐡓𐡉, pkwry).